# Куппинский сельсовет
Куппинский сельсовет — административно-территориальная единица и муниципальное образование со статусом сельского поселения в Левашинском районе Дагестана Российской Федерации.
Административный центр — село Куппа.

## Население
| 2002  | 2010  | 2012  | 2013  | 2014  | 2015  | 2016  |
| ----- | ----- | ----- | ----- | ----- | ----- | ----- |
| 2787  | ↘2523 | ↘2494 | ↘2492 | ↘2478 | ↗2497 | ↗2522 |
| 2017  | 2018  | 2019  | 2020  | 2021  | 2023  | 2024  |
| ↗2538 | ↘2531 | ↘2504 | ↗2552 | ↗4250 | ↗4278 | ↗4312 |
| 2025  |       |       |       |       |       |       |
| ↗4325 |       |       |       |       |       |       |

## Состав
| № | Населённый пункт | Тип населённого пункта       | Население |
| - | ---------------- | ---------------------------- | --------- |
| 1 | Амалте           | село                         | ↗475      |
| 2 | Иргали           | село                         | ↗275      |
| 3 | Кундурхе         | село                         | ↗658      |
| 4 | Куппа            | село, административный центр | ↗1487     |
| 5 | Телагу           | село                         | ↗1355     |